# 2488 Браян
2488 Брайян (2488 Bryan) — астероїд головного поясу, відкритий 23 жовтня 1952 року.
Тіссеранів параметр щодо Юпітера — 3,575.